# Velroux
Velroux (en wallon Verloû) est une section de la commune belge de Grâce-Hollogne située en Région wallonne dans la province de Liège. Le Saint-Patron est Saint André. 

## Étymologie
Le suffixe "roux" a pour origine la racine : 
1. Rodo : défrichement[1] ;
2. Rode : mot francique désignant un endroit défriché dans la forêt primaire.

## Démographie
- Sources : INS, Rem. : 1831 jusqu'en 1970 = recensements, 1976 = nombre d'habitants au 31 décembre.

## Histoire
La villa romaine de Velroux a été construite ex nihilo vers le milieu du 1er siècle av. J.-C. et elle sera encore occupée jusqu'à la fin du IVe siècle.
Le site assez immense — évalué à trois hectares — de la villa est repéré en octobre 1958 par Joseph Destexhe qui y a exhumé avec Jules Haeck des pièces des périodes paléolithique, mérovingienne et de l'âge du fer. 
Le 2 octobre 1960, lors d'un sondage entre 1 et 1,5 m de profondeur, Destexhe, son fils Guy et Jules Haeck exhument une demi-tasse sigillée et une intaille noyées dans une motte d'argile. Joseph Destexhe nettoie l'intaille dans sa ferme de Saint-Georges et, lors de voyages en Italie en 1962/1964, la montre aux musées du Vatican, aux musées du Capitole, et au musée archéologique national de Naples. Le diagnostic de plusieurs spécialistes de l'époque est sans appel, cette intaille est vraiment exceptionnelle en grandeur, en pureté et en qualité de la gravure. Des études opérées ultérieurement, il en ressort que : 
1. L'intaille présente le profil du jeune Octave, portant la barbe en signe du deuil de Jules César et a été taillée à une date voisine de l'an 40 av.J.-C.[n 2]
2. L'intaille est extraite d'un bloc d'amétrine provenant de la région d'Hyderabad (Province de Andhra Pradesh en Inde)[n 3].
3. La qualité exceptionnelle de la gravure de l'intaille est telle qu'elle ne peut avoir été réalisée qu'à Rome, et uniquement par un des lapidaires grecs, seuls spécialistes en glyptique à Rome, au 1er siècle av.J.-C.[2].

C'était une commune à part entière avant la fusion des communes de 1977.

## Patrimoine et culture

### Patrimoine architectural
La collection archéologique de Joseph Destexhe — constituée de 1958 à 2004 — contient environ 21 000 pièces, toutes numérotées, répertoriées, l'intaille portant le numéro 13 637. Elle comporte des pièces de toutes époques.  
Le site de la villa romaine de Velroux, a été fouillé par les archéologues de 2004 à 2006. Les fouilles ont permis de mettre au jour deux autres objets assez remarquables et rares : une fibule portant une mention en latin signifiant "je pense à toi, pense à moi", et deux pièces de harnachement hautement décoré, d'apparat luxueux sans aucun doute.
L'église Saint-André de Velroux possède une tour romane classée du XIIe siècle.

## Enseignement
École à immersion linguistique. 

## Économie
Le village est connu pour sa proximité avec l'aéroport de Liège, dont la zone économique empiète sur son territoire.